# سینمای کنادا
سینمای کنادا (انگلیسی: Kannada cinema) یا صندل‌وود یکی از بخش‌های صنعت فیلم‌سازی هند است که مرکز آن در کارناتاکا قرار دارد. صندل‌وود از سال ۲۰۱۳ به بعد هرسال به‌طور میانگین ۱۵۰ فیلم تولید کرده‌است.